# Емир Обуча
Емир Обуча (босн. Emir Obuća; нар. 11 грудня 1978, Сараєво, СФР Югославія) — боснійський футболіст, нападник.

## Життєпис
Народився в Сараєво. У 1996 році підписав свій перший професіональний контракт, з ФК «Сараєво», кольори якого захищав до 1998 року. У 1998 році виїхав до Бельгії, де спочатку виступав у скромному «Тіенені», а з 1999 року — в більш іменитому «Мегелені». У 2000 році повернувся на батьківщину, де спочатку підписав контракт зі столичним «Олімпіком», а в 2003 році перейшов до ФК «Сараєво». У 2003 році виїхав до Болгарії, де підписав контракт з клубом «Литекс». У 2007 році повернувся до ФК «Сараєво», кольори якого захищав до 2008 року. Після цього вирушив до екзотичного для європейців Ірану, де підписав контракт з клубом ПАС з Іранської Про Ліги. У складі іранського клубу зіграв 21 поєдинок та відзначився 8-ма голами в місцевому чемпіонаті. 2008 року знову повернувся до ФК «Сараєва». Проте надовго в команді не затримався й того ж року знову вирушив до Ірану, де підписав контракт з клубом «Рах Ахан», який також виступав у Іранській Про Лізі. У футболці столичного іранського клубу зіграв усього 9 матчів. У 2009 році повернувся на батьківщину, де виступав у клубах «Челік» (Зеніца) та «Сараєво». У футболці останнього з вище вказаних клубів і завершив кар'єру професіонального футболіста.

## Досягнення

### Клубні
ФК «Сараєво»
- Прем'єр-ліга
  -  Чемпіон (1): 2006/07

- Кубок Боснії і Герцеговини
  -  Володар (6): 2001/02, 2004/05

### Індивідуальні
- Найкращій бомбардир Прем'єр-ліги Боснії і Герцеговини (1): 2002/03